# Девід Форбс (яхтсмен)
Девід Форбс (англ. David Forbes, 26 січня 1934 — 21 травня 2022) — австралійський яхтсмен.
Олімпійський чемпіон 1972 року в класі Зоряний, учасник 1968 року.
Чемпіон світу в класі 5,5 метра 1970 року, срібний призер 1971 року.
Чемпіон Північної Америки в класі Солінґ 1975 року.